# Мари Ундер
Мари Ундер (на естонски: Marie Under, 27 март 1883 Талин, Естония – 25 септември 1980 Стокхолм, Швеция) е една от най-големите естонски поетеси.

## Ранен живот
Ундер посещава частно немско девическо училище. След завършването му работи като продавачка в книжарница. През свободното си време пише поезия на немски. През 1902 г. се омъжва за естонския счетоводител Карл Хакер. Двойката има две деца в Кущино, предградие на Москва. Въпреки това през 1904 г. тя се влюбва в естонския художник Антс Лаикмаа (Ants Laikmaa). Той я убеждава да преведе нейните поеми на естонски и да отпечата преводите си в местен вестник.

## Завръщане в Естония
През 1906 г. Мари Ундер се завръща в Талин, Естония. През 1913 се запознава с Артур Адсон (Artur Adson), който става неин секретар. Той съставя първите томове на нейната поезия. През 1924 г. Ундер се развежда с Карл Хакер и се омъжва повторно за Адсон.

## Живот в изгнание
В началото на септември 1944 г. СССР окупира Естония. Ундер и нейното семейство бягат в Швеция. Те прекарват почти година в бежански лагер. През 1945 г. се мести в Мелархьойден (Mälarhöjden) предградие на Стокхолм, Швеция, където Ундер живее до смъртта си на 25 септември 1980 г. Тя е погребана в гробището „Скогсширкогорден“ (Skogskyrkogården) в Стокхолм.